# Убийство братьев Бютюки
Братья Бютюки (Bytyçi)— три американских гражданина, косовских албанца, убитых сербскими полицейскими вскоре после окончания войны в Косово в то время, когда они находились в заключении в Петров Село (Сербия). Тела трёх братьев были обнаружены в июле 2001 года в братской могиле, содержащей 70 албанцев в Петрово Село, недалеко от отделения сербской полиции. Тела были найдены со связанными руками и огнестрельными ранениями головы. Обвинительное заключение в отношении предполагаемых преступников говорит, что братья были подведены к краю ямы и убиты выстрелом в затылок. Их тела упали в братскую могилу на вершину из 70 трупов, свезённых туда раньше.
Агрон (23 года), Мехмет (21 год) и Илли (25 лет) являлись американскими гражданами косовско-албанского происхождения, родившимися недалеко от Чикаго (штат Иллинойс), и жили в Нью-Йорке. После начала войны в Косово они решили поехать туда и воевать на стороне АОК в составе «Атлантической бригады».
В июле 1999 года, сразу после кампании НАТО в тогдашней распавшейся Союзной республике Югославии и подписания Кумановского соглашения, они помогали своим соседям — цыганской семье из Призрена (Косово) — вернуться в Кралево, откуда они бежали из-за войны. В связи с нарушением закона «О передвижении и пребывании иностранцев», они были арестованы по пути между Косово и Сербией. Братья были приговорены к 15 суткам в тюрьме. Через двенадцать дней после обращения, они были освобождены. Их сосед, Мирослав, ждал, чтобы забрать их из заключения, но братьев забрали двое мужчин на белом автомобиле без номерных знаков. Они были доставлены на базу специального подразделения МВД по борьбе с терроризмом (SAJ). Два дня спустя, братья были убиты выстрелами в голову и похоронены в братской могиле, которая уже содержала телах убитых косовских албанцев.

## Расследование
Сербские власти не проявили большого интереса к расследованию инцидентов во время войны в Косово, в которых фигурировала сербская полиция, но так как братья были американскими гражданами и из-за давления со стороны властей США, было начато расследование. В США рассматривали убийство братьев Бютики как совершение умышленного преступления против своих граждан; ФБР начала расследование в то время как американское посольство в Белграде внимательно следило за ходом дела.
Главным подозреваемым был Властимир Дордевич, руководитель отдела общественной безопасности МВД и помощником министра внутренних дел Сербии во время войны в Косово. Силы МВД в Косово он возглавлял с начала 1980-х годов, и был одним из самых доверенных людей президента Югославии Слободана Милошевича. В июле 1999 года Дордевич награждён Милошевичем орденом Югославского флага с лентой (I степени). Он был вынужден уйти в отставку в мае 2001 года, когда грузовик с холодильными установками с трупами косовских албанцев был обнаружен затопленным в Дунае. Дордевич также разыскивается Международным уголовным трибуналом по бывшей Югославии. До начала следствия Дордевич переехал в Москву (Россия) и до сих пор отказывается возвращаться. Тогдашний министр внутренних дел Югославии, Влайко Стойильикович, якобы опубликовал приказы по убийству братьев.
По делу убийству братьев Бютюки до сих пор ведется расследование суда по военным преступлениям Сербии. С двух полицейских с младшими званиями, которые, возможно, косвенно способствовало совершению преступления, Милоша Стояновича и Сретенья Поповича, были сняты все обвинения в пособничестве военным преступлениям в марте 2013 года из-за их незначительного участия в убийстве братьев Бютюки.
В середине февраля 2007 года полиция выдала ордер на аррест Горана Радосавлевича, известного по прозвищу «Гури», после того как он не появлялся в суде по делам Милоша Стояновича и Сретенье Поповича. По данным сербских СМИ, Радосавлевич уехал из Сербии в 2006 году. Радосавлевич возглавлял полицейский учебный центр, где братья были незаконно задержаны, казнены и сброшены в братскую могилу. Радосавлевич в конце концов вернулся в Сербию и дал показания в суде, утверждая, что он был в отпуске на момент задержания и убийства братьев.
Ещё четверо сотрудников полиции были вызваны на допрос в конце февраля того же года, как следствие получения информации про того, кто конкретно отдал приказ на расстрел и продолжает их проводить: командир элитного спецподразделения полиции Миленко Арсеньевич, и трое полицейских. Ни один из них не задержан.
В марте 2007 года посольство США в Белграде заявило, что Министерство юстиции США будет продолжать проводить свое расследование в соответствии с законами США.

## Суд над Сретеном Поповичем и Милошем Стояновичем
В суде 2012 года в Сербии два мужчины были признаны невиновными в пособничестве в смерти братьев, в частности из-за их незначительного участия в преступлении.
В результате апелляции прокурора в 2013 году не было выдано окончательного приговора, оправдательные приговоры оставлены без изменения.
По состоянию на май 2014 года никаких обвинений по этому делу нет и ни один высокопоставленный чиновник не был привлечён к расследованию для выявления его участия в убийстве братьев Бютюки.